# Kinding (Altmühltal)
Kinding (Altmühltal) (niem. Bahnhof Kinding (Altmühltal)) – stacja kolejowa w gminie Kinding, w kraju związkowym Bawaria, w Niemczech. Znajduje się na km 58,6 linii Norymberga – Monachium. Według DB Station&Service ma kategorię 6.
Stacja znajduje się na zachód od górnobawarskiego miasta Kinding, niedaleko autostrady . Jest obok stacji Allersberg (25,4 km) i Ingolstadt Nord (86,8 km) jedną z trzech stacji regionalnych na nowej linii Norymberga-Ingolstadt. Obiekt położony jest bezpośrednio pomiędzy północnym Schellenbergtunnel (650 m) a południowym Irlahülltunnel (7260 m).
Stacja została otwarta w dniu 6 grudnia 2006 r. 

## Linie kolejowe
- Norymberga – Monachium